# Hypsiophthalmus
Hypsiophthalmus là một chi bọ cánh cứng trong họ 
Elateridae.
Chi này được miêu tả khoa học năm 1834 bởi Latreille.

## Các loài
Các loài trong chi này gồm:
- Hypsiophthalmus ardens (Candèze, 1863)
- Hypsiophthalmus boops (Germar, 1841)
- Hypsiophthalmus buphthalmus (Eschscholtz, 1829)
- Hypsiophthalmus charops Costa, 1979
- Hypsiophthalmus grossicollis (Blanchard, 1843)
- Hypsiophthalmus longipennis (Germar, 1841)
- Hypsiophthalmus luscius Costa, 1979
- Hypsiophthalmus microspilus (Germar, 1841)
- Hypsiophthalmus punctatum Costa, 1979
- Hypsiophthalmus raninus (Eschscholtz, 1829)